# (8841) 1990 EA7
A (8841) 1990 EA7 a Naprendszer kisbolygóövében található aszteroida. Henri Debehogne fedezte fel 1990. március 2-án.